# Andrzej Niemirski
Andrzej Edmund Niemirski (ur. 19 października 1962 w Warszawie) – polski aktor filmowy, telewizyjny, teatralny i dubbingowy.

## Życiorys
W 1986 ukończył studia na Wydziale Aktorskim Państwowej Wyższej Szkoły Teatralnej im. Ludwika Solskiego w Krakowie, z siedzibą we Wrocławiu. Od 1991 grał w Teatrze Nowym pod dyrekcją Adama Hanuszkiewicza. Od 2007 występuje w Teatrze Rampa na Targówku w Warszawie.
W latach 2000–2005 użyczał głosu tytułowej postaci w programie Hugo na antenie Polsatu. Później jego rolę przejął Mariusz Czajka.

## Życie prywatne
Aktor jest żonaty, jego małżonka ma na imię Urszula. Ma córkę Natalię (1988) i syna Tomasza (1991).

## Filmografia
- 1984: Jak się pozbyć czarnego kota – Mastalerz
- 1988: Męskie sprawy – żołnierz
- 1988: Kornblumenblau
- 1988–1991: W labiryncie – człowiek Seweryna
- 1989: Sceny nocne – Podróżnik, mówca w salonie barona Niemana
- 1989: Stan strachu – SB-ek wyprowadzający Witka ze studia telewizyjnego
- 1989: Odbicia – działacz studencki
- 1991: Szuler – młody kupujący nieruchomości
- 1992: Sprawa kobiet – mechanik Milo
- 1992: Enak
- 1992: Żegnaj Rockefeller – psycholog
- 1993: Polski crash – człowiek Burego
- 1993: Pajęczarki – policjant Władek
- 1995: Młode wilki – napastnik w banku
- 1997–1998: 13 posterunek – inspektor Kot
- 1997: Taekwondo – barman
- 1998: Ekstradycja 3 – barman w „Ósemce”
- 1999: Policjanci – „Docent”
- 1999: Pierwszy milion – człowiek Kajzara skupujący obligacje
- 1999: Ostatnia podróż – Fryderyk Chopin
- 1999: Wrota Europy – sprzedawca lalek
- 2000: 13 posterunek 2 – inspektor Kot
- 2001: Przychodnia każdego przechodnia – dyrektor przychodni
- 2003: Żurek – Pędzelek
- 2004: Podróż Niny
- 2005: Jan Paweł II – Wojciech
- 2005–2006: Warto kochać – recepcjonista
- 2006: Śmierć rotmistrza Pileckiego (Scena Faktu) – prokurator major Czesław Łapiński
- 2012–2013: Pierwsza miłość – Bogdan Jasiński, ojciec Fabiana
- 2015–2017: Na Wspólnej – Jakub Marcinek
- 2016–2017: Barwy szczęścia – Wiesław „Modest” Solicha
- 2017: Sztuka kochania – redaktor
- od 2021: Tajemnica zawodowa – mecenas Litwin, ojciec Moniki

### Gościnnie
- 1980–2000: Dom – geodeta (1987) (niewymieniony w czołówce)
- 1986: Na kłopoty... Bednarski – policjant przy zwłokach Kota
- 1987: Rzeka kłamstwa
- 1987: 07 zgłoś się –
  - wywiadowca MO na stacji benzynowej (odc. 19),
  - milicjant przy zwłokach Moderskiego (odc. 20)
- 1988–1991: Pogranicze w ogniu – oficer garnizonu w Inowrocławiu (1991)
- 1988: Piłkarski poker – sędzia boczny (niewymieniony w czołówce)
- 1989: Sztuka kochania – pacjent Pasikonika (niewymieniony w czołówce)
- 1989: Modrzejewska – oficer carski zatrzymujący Modrzejewską na ulicy podczas przejazdu cara
- 1991: Życie za życie. Maksymilian Kolbe – Niemiec aresztujący zakonników w Niepokalanowie (niewymieniony w czołówce)
- 1992: Zwolnieni z życia – kolega Marka (niewymieniony w czołówce)
- 1992: Wielka wsypa – obserwujący grę w pokera (niewymieniony w czołówce)
- 1993: Żywot człowieka rozbrojonego
- 1993: Czterdziestolatek. 20 lat później
- 1993–1994: Zespół adwokacki – Maciej Walczak
- 1997: Boża podszewka – żołnierz litewski
- 1997: Klan – Waldemar, prywatny detektyw wynajęty przez Monikę do śledzenia Rudzika
- 1998–2003: Miodowe lata – właściciel telewizji kablowej „Wola Info Show” (2003)
- 1999–2006: Na dobre i na złe – komisarz Żarski
- 2001–2003: Szpital na perypetiach – Roman Nazimek, mąż pacjentki Kidlera
- 2001–2002: Graczykowie, czyli Buła i spóła – kelner w „Cristalu” (2002)
- 2002–2003: Kasia i Tomek – kandydat na lokatora (2003)
- 2003–2006: Daleko od noszy –
  - Półpielec,
  - Ryszard Rosikoń (2005)
- 2004–2006: Pensjonat pod Różą – Paweł (odc. 85)
- 2004–2006: Bulionerzy – Piekarski, inspektor sanitarny (2005)
- 2007: Odwróceni – strażnik więzienny (odc. 7 i 8)
- 2009: Synowie – redaktor radia „Płotka” (odc. 4)
- 2011: Szpilki na Giewoncie – wychowawca Romka w domu dziecka
- 2012: Prawo Agaty – lekarz (odc. 18)
- 2012: Hotel 52 – biznesmen z Krakowa (odc. 60)
- 2015: Komisarz Alex – doktor Frankowski (odc. 82)
- 2017: Ojciec Mateusz – Nowak (odc. 221)

### Dubbing
- 2019: Togo – Jafet Lindeberg